# Grande Prêmio de San Marino de 1996
Resultados do Grande Prêmio de San Marino de Fórmula 1 realizado em Imola em 5 de maio de 1996. Quinta etapa da temporada, teve como vencedor o britânico Damon Hill, da Williams-Renault.

## Resumo da prova

### Treinos
Michael Schumacher superou as Williams nos segundos finais do treino de sábado e alcançou sua primeira pole na Ferrari e a primeira do time italiano em Imola desde 1983 com René Arnoux. Graças a uma quebra na suspensão traseira de seu carro logo após o treino, o alemão fez um desfile pelo circuito a bordo do caminhão de resgate para delírio da torcida.

### Corrida
David Coulthard tomou a ponta na largada colocando sua McLaren adiante de Hill e Schumacher que logo passaria o inglês e como se não bastasse tal revés, a Williams foi obrigada a socorrer Jacques Villeneuve com um pneu furado após tocar a Benetton de Jean Alesi. Sobre Coulthard, ele segurou a liderança por dezenove voltas até quando entrou nos boxes um giro antes de Schumacher fazendo com que o primeiro lugar caísse no colo do germânico na volta vinte e apenas por um giro antes de Damon Hill pontear. Falando nele, somente na trigésima volta o filho de Graham Hill parou realizando um trabalho que o manteve à frente de Schumacher na casa de um segundo. A necessidade do alemão em fazer uma nova parada, entretanto, impediu um confronto direto entre ele e Hill.
Encerrada a segunda janela de pit stops a liderança era de de Hill com Schumacher em segundo e Berger em terceiro, pois Coulthard saiu da corrida devido a uma falha hidráulica. Quando o piloto da Williams parou faltavam treze voltas para o fim da prova e sua vantagem era de quarenta segundos sobre o rival mais próximo, o que o permitiu voltar à ponta e conservar sua liderança até a segunda vitória consecutiva em Ímola com Michael Schumacher em segundo e Gerhard Berger em terceiro.
Cada um dos presentes no pódio tinha razões para comemorar: Damon Hill venceu e com o abandono de Villeneuve por falhas na suspensão do carro, abriu 21 pontos de vantagem sobre o canadense na tabela de classificação, a maior diferença entre ambos até o momento. Para Michael Schumacher foi um alívio chegar em segundo lugar depois de sofrer com uma roda travada a meia volta do final enquanto Berger marcou seus primeiros pontos em seu retorno à Benetton, algo inédito desde a vitória do austríaco no Grande Prêmio do México de 1986. Eddie Irvine, Rubens Barrichello e Jean Alesi completaram a zona de pontuação.

## Classificação da prova

### Treino oficial
| 1                         | 1  | Michael Schumacher    | Ferrari            | 1:26.890 |         |
| 2                         | 5  | Damon Hill            | Williams-Renault   | 1:27.105 | + 0.215 |
| 3                         | 6  | Jacques Villeneuve    | Williams-Renault   | 1:27.220 | + 0.330 |
| 4                         | 8  | David Coulthard       | McLaren-Mercedes   | 1:27.688 | + 0.798 |
| 5                         | 3  | Jean Alesi            | Benetton-Renault   | 1:28.009 | + 1.119 |
| 6                         | 2  | Eddie Irvine          | Ferrari            | 1:28.205 | + 1.315 |
| 7                         | 4  | Gerhard Berger        | Benetton-Renault   | 1:28.336 | + 1.446 |
| 8                         | 19 | Mika Salo             | Tyrrell-Yamaha     | 1:28.423 | + 1.533 |
| 9                         | 11 | Rubens Barrichello    | Jordan-Peugeot     | 1:28.632 | + 1.742 |
| 10                        | 15 | Heinz-Harald Frentzen | Sauber-Ford        | 1:28.785 | + 1.895 |
| 11                        | 7  | Mika Häkkinen         | McLaren-Mercedes   | 1:29.079 | + 2.189 |
| 12                        | 12 | Martin Brundle        | Jordan-Peugeot     | 1:29.099 | + 2.209 |
| 13                        | 9  | Olivier Panis         | Ligier-Mugen/Honda | 1:29.472 | + 2.582 |
| 14                        | 17 | Jos Verstappen        | Footwork-Hart      | 1:29.539 | + 2.649 |
| 15                        | 14 | Johnny Herbert        | Sauber-Ford        | 1:29.541 | + 2.651 |
| 16                        | 18 | Ukyo Katayama         | Tyrrell-Yamaha     | 1:29.892 | + 3.002 |
| 17                        | 10 | Pedro Paulo Diniz     | Ligier-Mugen/Honda | 1:29.989 | + 3.099 |
| 18                        | 20 | Pedro Lamy            | Minardi-Ford       | 1:30.471 | + 3.581 |
| 19                        | 21 | Giancarlo Fisichella  | Minardi-Ford       | 1:30.814 | + 3.924 |
| 20                        | 16 | Ricardo Rosset        | Footwork-Hart      | 1:31.316 | + 4.426 |
| 21                        | 22 | Luca Badoer           | Forti-Ford         | 1:32.037 | + 5.147 |
| Limite dos 107%: 1:32.972 |    |                       |                    |          |         |
| DNQ                       | 23 | Andrea Montermini     | Forti-Ford         | 1:33.685 | + 6.795 |
| Fonte:                    |    |                       |                    |          |         |

### Corrida
| Pos.   | Nº | Piloto                | Construtor         | Voltas | Tempo/Diferença | Grid | Pontos |
| ------ | -- | --------------------- | ------------------ | ------ | --------------- | ---- | ------ |
| 1      | 5  | Damon Hill            | Williams-Renault   | 63     | 1:35:26.156     | 2    | 10     |
| 2      | 1  | Michael Schumacher    | Ferrari            | 63     | + 16.460        | 1    | 6      |
| 3      | 4  | Gerhard Berger        | Benetton-Renault   | 63     | + 46.891        | 7    | 4      |
| 4      | 2  | Eddie Irvine          | Ferrari            | 63     | + 1:01.583      | 6    | 3      |
| 5      | 11 | Rubens Barrichello    | Jordan-Peugeot     | 63     | + 1:18.490      | 9    | 2      |
| 6      | 3  | Jean Alesi            | Benetton-Renault   | 62     | + 1 volta       | 5    | 1      |
| 7      | 10 | Pedro Paulo Diniz     | Ligier-Mugen/Honda | 62     | + 1 volta       | 17   |        |
| 8      | 7  | Mika Häkkinen         | McLaren-Mercedes   | 61     | Motor           | 11   |        |
| 9      | 20 | Pedro Lamy            | Minardi-Ford       | 61     | + 2 voltas      | 18   |        |
| 10     | 22 | Luca Badoer           | Forti-Ford         | 59     | + 4 voltas      | 21   |        |
| 11     | 6  | Jacques Villeneuve    | Williams-Renault   | 57     | Suspensão       | 3    |        |
| Ret    | 9  | Olivier Panis         | Ligier-Mugen/Honda | 54     | Motor           | 13   |        |
| Ret    | 18 | Ukyo Katayama         | Tyrrell-Yamaha     | 45     | Spun Off        | 16   |        |
| Ret    | 8  | David Coulthard       | McLaren-Mercedes   | 44     | Pane hidráulica | 4    |        |
| Ret    | 16 | Ricardo Rosset        | Footwork-Hart      | 40     | Motor           | 20   |        |
| Ret    | 17 | Jos Verstappen        | Footwork-Hart      | 38     | Pane hidráulica | 14   |        |
| Ret    | 12 | Martin Brundle        | Jordan-Peugeot     | 36     | Spun Off        | 12   |        |
| Ret    | 15 | Heinz-Harald Frentzen | Sauber-Ford        | 32     | Brakes          | 10   |        |
| Ret    | 21 | Giancarlo Fisichella  | Minardi-Ford       | 30     | Motor           | 19   |        |
| Ret    | 14 | Johnny Herbert        | Sauber-Ford        | 25     | Pane elétrica   | 15   |        |
| Ret    | 19 | Mika Salo             | Tyrrell-Yamaha     | 23     | Motor           | 8    |        |
| DNQ    | 23 | Andrea Montermini     | Forti-Ford         |        | Acima dos 107%  | 22   |        |
| Fonte: |    |                       |                    |        |                 |      |        |

## Tabela do campeonato após a corrida
| Pos. | Piloto             | Pontos |
| ---- | ------------------ | ------ |
| 1    | Damon Hill         | 43     |
| 2    | Jacques Villeneuve | 22     |
| 3    | Michael Schumacher | 16     |
| 4    | Jean Alesi         | 11     |
| 5    | Eddie Irvine       | 9      |

| Pos. | Construtor       | Pontos |
| ---- | ---------------- | ------ |
| 1    | Williams-Renault | 65     |
| 2    | Ferrari          | 25     |
| 3    | Benetton-Renault | 18     |
| 4    | McLaren-Mercedes | 9      |
| 5    | Jordan-Peugeot   | 8      |

- Nota: Somente as primeiras cinco posições estão listadas.